# Luigi Allemandi

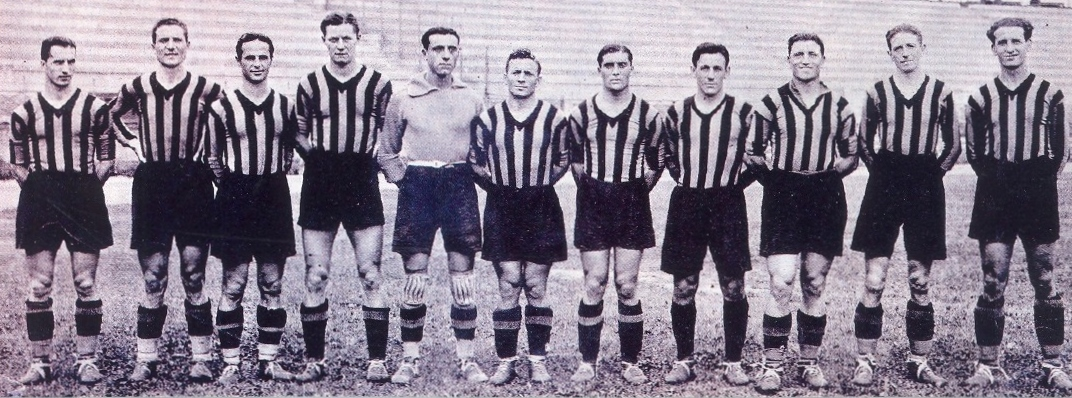
A Internazionale, então chamada Ambrosiana-Inter, na temporada 1933-34. Allemandi é o último jogador da esquerda para a direita.

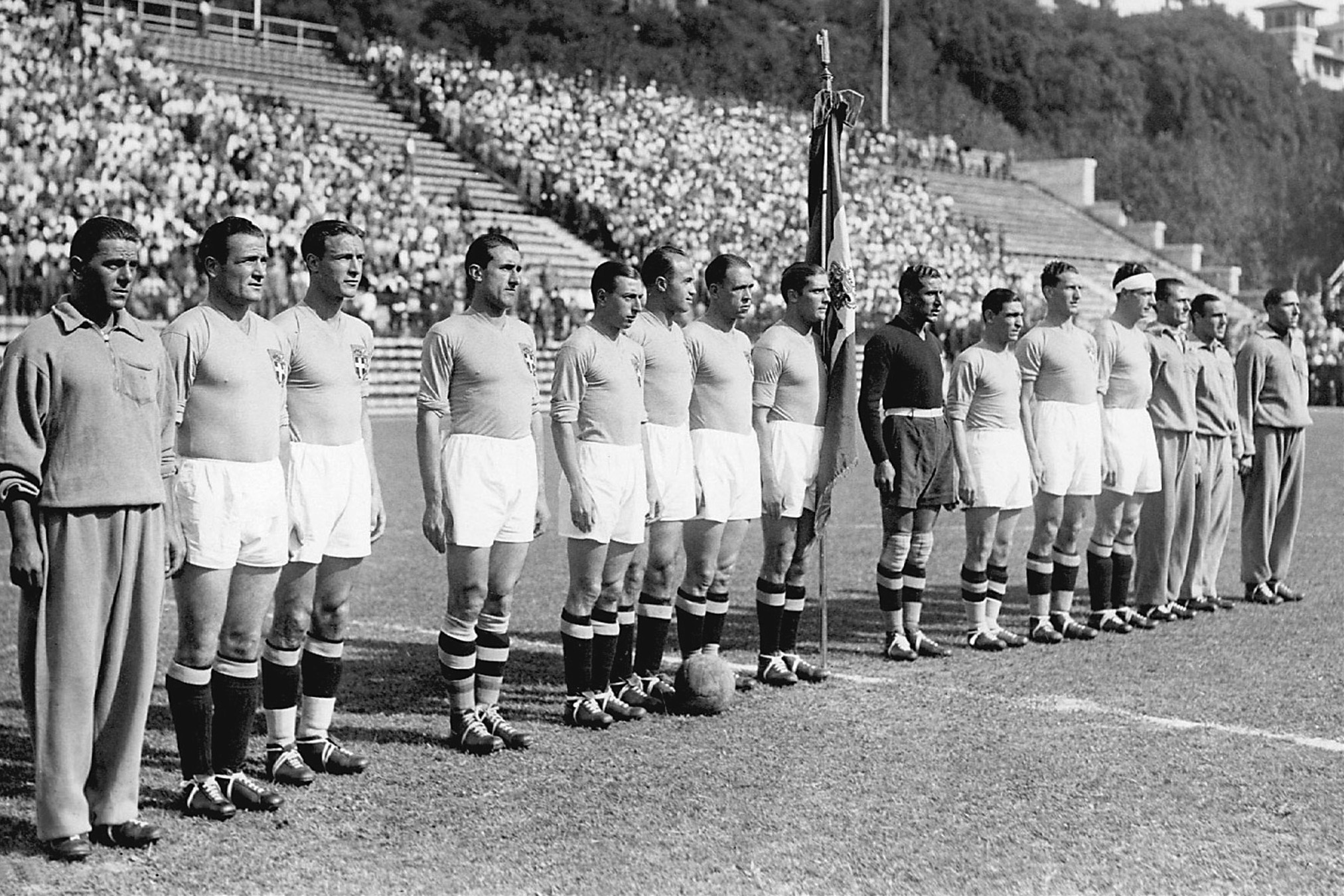
A Itália antes da final da Copa do Mundo FIFA de 1934. Allemandi é o penúltimo uniformizado, da esquerda para a direita, logo antes do jogador de bandana na cabeça (Luigi Bertolini).

Luigi Allemandi (San Damiano Macra, 8 de novembro de 1903 - 25 de setembro de 1978) – Pietra Ligure, 25 de setembro de 1978) foi um futebolista italiano. Foi zagueiro titular da seleção de seu país na Copa do Mundo FIFA de 1934, sediada nele e a primeira vencida pela Azzurra. Allemandi superava uma suspensão que chegou a ser perpétua, acusado de manipulação de resultados; atualmente, é visto como inocente.

## Carreira
Allemandi iniciou a carreira no Legnano, em 1921. Quatro anos depois, foi contratado pela Juventus, sendo campeão italiano em 1926. Aquele foi apenas o segundo título da equipe de Turim no torneio, e ocorreu dezenove anos após o primeiro. O clube ainda tinha menos títulos que os três do Milan e os sete do Pro Vercelli, além dos nove do Genoa. Ainda em 1925, em 4 de novembro, o zagueiro estreou pela seleção italiana, em vitória por 2-1 sobre a Iugoslávia em Pádua.[carece de fontes?]
Na temporada seguinte, porém, o rival local Torino obteria pela primeira vez o título,[carece de fontes?] exatamente por triunfo no clássico de Turim. Todavia, boatos de que Allemandi teria sido subornado para facilitar a derrota para o vizinho gerou um escândalo que viria a anular a conquista grená, além de render um banimento ao zagueiro, apesar de ele ter sido considerado justamente um dos melhores jogadores em campo naquela partida - a ponto de o Torino continuar a pedir pela retirada da revogação da conquista.
A suspensão de Allemandi inicialmente seria perpétua, mas ele terminou perdoado, embora a polêmica continuasse relembrada nas décadas seguintes: na ocasião do Totonero, escândalo italiano de manipulação de resultados deflagrado na virada da década de 1970 para a de 1980, o presidente juventino, Gianni Agnelli, isentou seus jogadores de participação declarando que "o último jogador da Juventus a se envolver em um negócio desses se chamava Allemandi".
Allemandi ingressou na Internazionale, desde 1928 denominada Ambrosiana-Inter,[carece de fontes?] por pressão fascista. Na época, este clube ainda não fazia o Derby D'Italia com a Juventus, rivalidade que só viria a florescer na década de 1960.
Já em 3 de março de 1929, cerca de dois anos após a partida anterior de Allemandi pela seleção, ele reestreou pela Azzurra, em vitória por 4-2 sobre a Tchecoslováquia em Bolonha. Allemandi logo obteve o título italiano pela Inter, campeã temporada seguinte, a de 1929-30, a primeira da liga profissional. Foi a primeira conquista nerazzurra em dez anos e a terceira na história do time de Milão.[carece de fontes?]
A partir dali, a Juventus obteve de forma seguida as cinco edições seguintes, pentacampeonato que foi um recorde superado apenas entre 2012 e 2017, pelo mesmo clube.[carece de fontes?] Naturalmente, a Juve compôs a base da seleção na Copa do Mundo FIFA de 1934. Allemandi chegou a ficar outros três anos sem defender a Itália, entre a reestreia em 1929 e a partida seguinte, em 10 de abril de 1932, em vitória por 2-1 sobre a França em Paris.[carece de fontes?]
Após dois jogos em 1932, Allemandi vivenciou nova ausência na seleção, só retornando em 25 de março de 1934, em vitória por 4-0 sobre a Grécia, em partida válidas pelas eliminatórias à Copa do Mundo FIFA de 1934.[carece de fontes?] Foi a primeira vez em que o torneio exigiu eliminatórias e a única em que o país-sede precisou joga-las. Foi o único compromisso dos italianos nessa fase. Apesar da sequência irregular e do domínio da Juventus, Allemandi foi titular na competição, jogando todas as partidas da Itália.[carece de fontes?] Foi um dos dois jogadores da Inter titulares, ao lado de Giuseppe Meazza.
Allemandi seguiu no clube de Milão até 1935, passando então três temporadas em equipes diferentes, primeiramente na Roma, depois no Venezia e por fim na Lazio. Seguiu na seleção até 13 de dezembro de 1936, em vitória por 2-0 sobre a Tchecoslováquia em Gênova,[carece de fontes?] ainda como jogador da Roma.[carece de fontes?] Na Lazio, tradicional rival deste clube no Derby della Capitale, jogou apenas duas partidas, decidindo então parar de jogar aos 36 anos.

## Títulos

### Juventus
- Campeonato Italiano de Futebol: 1925-26

### Internazionale
- Campeonato Italiano de Futebol: 1929-30

### Seleção Italiana
- Copa do Mundo FIFA: 1934